# Robert Stover
Robert E. Stover (Pittsburgh, 2 oktober 1920 - 30 juli 1943) was een Amerikaans piloot. Hij werd tijdens de Tweede Wereldoorlog op 30 juli 1943 boven Dordrecht neergeschoten.

## Piloot
Robert Stover was acteur en krantenverkoper in Pittsburgh toen de oorlog uitbrak. Op 8 november 1941 ging hij bij het leger, waar hij een algemene vliegopleiding kreeg. Daarna kreeg hij militaire vliegtrainingen in Texas en Louisiana. In februari 1943 werd hij uitgezonden naar Engeland. Zijn moeder was toen al ernstig ziek, en verbleef bij haar zuster in Kansas City. Toch zou zij hem overleven.
Robert Stover maakte deel uit van het 62nd Flight Squadron van de 56th Fighter Group. Deze stond onder leiding stond van het VIII Fighter Command en was gestationeerd op het vliegveld Halesworth in Suffolk.
Tijdens zijn laatste vlucht begeleidde Stover met negen squadrons P-47 Thunderbolts de terugtocht van Amerikaanse B-17-bommenwerpers op de terugweg van Duitsland. Rond 10:30 uur werd zijn vliegtuig op 7000 meter hoogte neergeschoten.

## Graf en monument
Robert Stover is na de oorlog herbegraven en ligt nu op de Ardennes Cemetery in België, plot B, rij 43, graf 21. Stichting WO2GO heeft het graf geadopteerd. Op 3 mei 2009 is te zijner nagedachtenis een monument onthuld in Oude-Tonge, waar zijn vliegtuig, een P-47C Thunderbolt, in een sloot bij Den Bommel neerkwam. De 23-jarige eerste luitenant had tijdig zijn vliegtuig verlaten, maar zijn parachute weigerde open te gaan.
Het initiatief om een monument op te richten kwam van Wout en Daan van Kempen, die het vliegtuig zagen neerstorten met de neus in een sloot en de vleugels op het land. Kolonel M. Peterson, militaire attaché van de Amerikaanse ambassade, heeft de onthulling verricht. Het monument is gemaakt van de verwrongen propeller van Stovers vliegtuig.

## Onderscheidingen
- Air Medal[1]
- Purple Heart[1]